# Componente electrónico

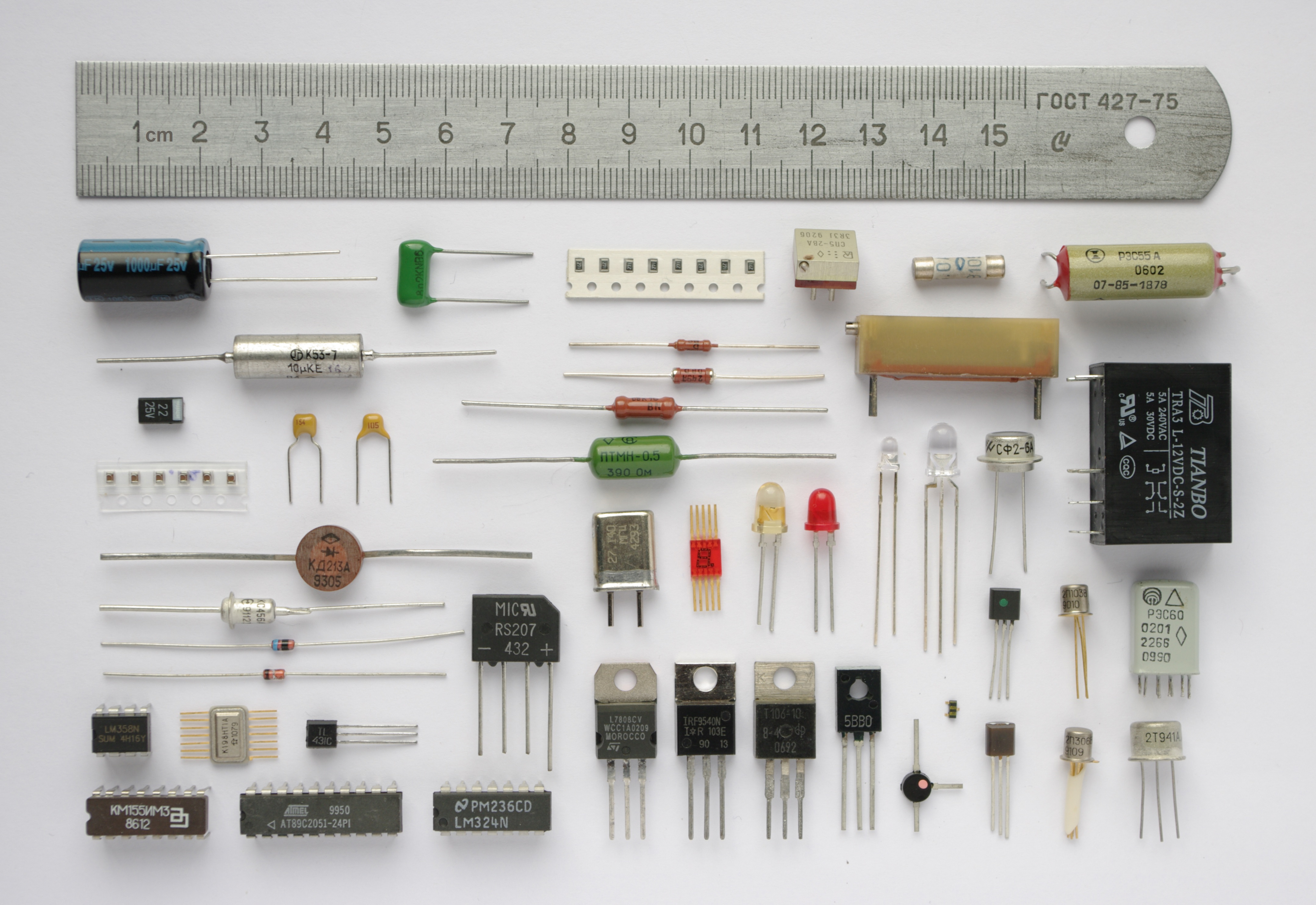
Componentes electrónicos.

Un componente electrónico es un dispositivo que forma parte de un circuito electrónico. Se suelen encapsular, generalmente en un material cerámico, metálico o plástico, y terminar en dos o más terminales o patillas metálicas. Se diseñan para ser conectados entre ellos, normalmente mediante soldadura, a un circuito impreso, para formar el mencionado circuito.
Los componentes son dispositivos físicos, mientras que los elementos son modelos o abstracciones idealizadas que constituyen la base para el estudio teórico de los mencionados componentes. Así, los componentes aparecen en un listado de dispositivos que forman un circuito, mientras que los elementos aparecen en los desarrollos matemáticos de la teoría de circuitos.

## Clasificación
Los componentes se pueden clasificar como pasivos / activos o electromecánicos. La definición estricta de la física trata a los componentes pasivos como aquellos que no pueden suministrar energía por sí mismos, mientras que una batería sería vista como un componente activo ya que realmente actúa como una fuente de energía.
Sin embargo, los ingenieros electrónicos que realizan análisis de circuitos utilizan una definición más restrictiva de pasividad. Cuando solo se trata de la energía de señal, es conveniente ignorar el llamado circuito CC y hacer como que los componentes de suministro de energía como transistores o circuitos integrados están ausentes (como si cada componente tuviera su propia batería incorporada), aunque en realidad pueden ser alimentados por el circuito de CC. Entonces, el análisis solo se refiere al circuito de CA, una abstracción que ignora los voltajes y corrientes de CC (y la potencia asociada con ellos) presentes en el circuito de la vida real. Esta ficción, por ejemplo, nos permite ver un oscilador como "productor de energía" aunque en realidad el oscilador consume aún más energía de una fuente de alimentación de CC, que se opta por ignorar.
De acuerdo con el criterio que se elija podemos obtener distintas clasificaciones. Seguidamente se detallan las comúnmente más aceptadas.
1. Según su estructura física
- Discretos: son aquellos que están encapsulados uno a uno, como es el caso de los resistores, condensadores, diodos, transistores, etc.
- Integrados: forman conjuntos más complejos, por ejemplo, un amplificador operacional o una puerta lógica, que pueden contener desde unos pocos componentes discretos hasta millones de ellos. Son los denominados circuitos integrados.

2. Según el material base de fabricación.
- Semiconductores (ver listado).
- No semiconductores.

3. Según su funcionamiento.
- Activos: proporcionan excitación eléctrica, ganancia o control (ver listado), y generalmente pueden inyectar energía en un circuito, aunque esto no es parte de la definición.
- Pasivos: son los encargados de la conexión entre los diferentes componentes activos, asegurando la transmisión de las señales eléctricas o modificando su nivel (ver listado).

4. Según el tipo de energía.
- Electromagnéticos: aquellos que aprovechan las propiedades electromagnéticas de los materiales (fundamentalmente transformadores e inductores).
- Electroacústicos: transforman la energía acústica en eléctrica y viceversa (micrófonos, altavoces, bocinas, auriculares, etc.).
- Optoelectrónicos: transforman la energía lumínica en eléctrica y viceversa (LED, células fotoeléctricas, etc.).

La mayoría de los componentes pasivos con más de dos terminales se pueden describir en términos de parámetros de dos puertos que satisfacen el principio de reciprocidad, aunque hay raras excepciones. Por el contrario, los componentes activos (con más de dos terminales) generalmente carecen de esa propiedad.

## Componentes

### Componentes semiconductores
Un semiconductor es una sustancia que se comporta como conductor o como aislante dependiendo de las condiciones en que se encuentre de campo eléctrico, campo magnético, presión, radiación o temperatura ambiente. Un componente electrónico semiconductor es aquel que emplea las propiedades eléctricas de los materiales semiconductores, principalmente el silicio, el germanio y el arseniuro de galio, así como de los semiconductores orgánicos. El componente semiconductor más común es el transistor MOSFET, sin embargo, existen muchos otros dispositivos semiconductores como los diodos, BJTs, IGBTs, tiristores, etc.

### Componentes activos
Los componentes activos son aquellos que son capaces de controlar el flujo de corriente de los circuitos o de realizar ganancias . Fundamentalmente son los generadores eléctricos y ciertos componentes semiconductores. Estos últimos, en general, tienen un comportamiento no lineal, esto es, la relación entre la tensión aplicada y la corriente demandada no es lineal.
Los componentes activos semiconductores derivan del diodo de Fleming y del triodo de Lee de Forest. En una primera generación aparecieron las válvulas que permitieron el desarrollo de aparatos electrónicos como la radio o la televisión. Posteriormente, en una segunda generación, aparecerían los semiconductores que más tarde darían paso a los circuitos integrados (tercera generación) cuya máxima expresión se encuentra en los circuitos programables (microprocesador y microcontrolador) que pueden ser considerados como componentes, aunque en realidad sean circuitos que llevan integrados millones de componentes.
Existe un número elevado de componentes activos, siendo usual, que un sistema electrónico se diseñe a partir de uno o varios componentes activos cuyas características lo condicionará. Esto no sucede con los componentes pasivos. En la siguiente tabla se muestran los principales componentes activos junto a su función más común dentro de un circuito.
| Componente               | Función más común                                               |
| ------------------------ | --------------------------------------------------------------- |
| Amplificador operacional | Amplificación, regulación, conversión de señal, conmutación.    |
| Biestable                | Control de sistemas secuenciales.                               |
| PLD                      | Control de sistemas digitales.                                  |
| Diac                     | Control de potencia.                                            |
| Diodo                    | Rectificación de señales, regulación, multiplicador de tensión. |
| Diodo Zener              | Regulación de tensiones.                                        |
| FPGA                     | Control de sistemas digitales.                                  |
| Memoria                  | Almacenamiento digital de datos.                                |
| Microprocesador          | Control de sistemas digitales.                                  |
| Microcontrolador         | Control de sistemas digitales.                                  |
| Pila                     | Generación de energía eléctrica.                                |
| Tiristor                 | Control de potencia.                                            |
| Puerta lógica            | Control de sistemas combinacionales.                            |
| Transistor               | Amplificación, conmutación.                                     |
| Triac                    | Control de potencia.                                            |

### Componentes pasivos
| Componente             | Función más común                                                            |
| ---------------------- | ---------------------------------------------------------------------------- |
| Condensador            | Almacenamiento de energía, filtrado, adaptación impedancia.                  |
| Inductor o bobina      | Almacenar o atenuar el cambio de energía debido a su poder de autoinducción. |
| Resistor o resistencia | División de intensidad o tensión, limitación de intensidad.                  |
| Memristor              | Relaciona la carga eléctrica con el flujo magnético.                         |

### Componentes electromecánicos
A este grupo pertenecen los interruptores, fusibles y conectores.

### Componentes optoelectrónicos
Componentes optoelectrónicos, son aquellos que transforman la energía lumínica en energía eléctrica, denominados fotosensibles, o la energía eléctrica en lumínica, denominados a menudo electroluminiscentes.

## Principales fabricantes
La industria de los componentes es fundamental para la industria electrónica que a su vez lo es para el resto de industrias. El importante volumen de negocio de este tipo de industria en los países más desarrollados les hace jugar un importante papel en sus respectivas economías. En la siguiente tabla se muestra un listado con las principales empresas fabricantes de componentes electrónicos. La mayoría son multinacionales en las que la fabricación de componentes electrónicos representa tan sólo una parte de campo de actuación.
| Empresa                   | Símbolo | País               | Tipos de componentes que fabrica                        | Web                                                                    |
| ------------------------- | ------- | ------------------ | ------------------------------------------------------- | ---------------------------------------------------------------------- |
| Advanced Micro Devices    | AMD     | Estados Unidos     | Semiconductores, microprocesadores y microcontroladores | AMD                                                                    |
| Analog Devices            | AD      | Estados Unidos     | Semiconductores                                         | Analog Devices Archivado el 9 de diciembre de 2006 en Wayback Machine. |
| Cypress Semiconductor     | CY      | Estados Unidos     | Semiconductores                                         | Cypress S.                                                             |
| Fairchild Semiconductor   | F       | Estados Unidos     | Semiconductores                                         | Fairchild                                                              |
| Freescale Semiconductor   |         | Estados Unidos     | Semiconductores                                         | Freescale                                                              |
| Fujitsu Microelectronics  | FUJ     | Japón              | Semiconductores, condensadores, relés...                | Fujitsu                                                                |
| IBM Microelectronics      | IBM     | Estados Unidos     | Memorias, microprocesadores, microcontroladores...      | IBM                                                                    |
| Intel                     | i       | Estados Unidos     | Memorias, microprocesadores y microcontroladores        | Intel Archivado el 15 de mayo de 2010 en Wayback Machine.              |
| Microchip Technology Inc. | MCHP    | Estados Unidos     | Semiconductores                                         | Microchip Technology                                                   |
| Mitsubishi Semiconductor  |         | Japón              | Semiconductores                                         | Mitsubishi                                                             |
| NEC Components            | NEC     | Japón              | Semiconductores, condensadores, relés...                | NEC                                                                    |
| OKI                       | OKI     | Japón              | Semiconductores                                         | OKI                                                                    |
| Panasonic                 |         | Japón              | Semiconductores, baterías, resistores...                | Panasonic                                                              |
| NXP                       |         | Holanda            | Semiconductores                                         | NXP Semiconductors                                                     |
| Rambus                    | RMBS    | Estados Unidos     | Memorias                                                | Rambus                                                                 |
| Samsung                   |         | República de Corea | Memorias, microcontroladores...                         | Samsung                                                                |
| SGS-Thomson               | ST      | Suiza              | Semiconductores                                         | ST                                                                     |
| Sharp                     |         | Japón              | Memorias, microcontroladores, control de potencia...    | Sharp                                                                  |
| Siemens AG                |         | Alemania           | Semiconductores, reguladores...                         | Siemens                                                                |
| Texas Instruments         | ti      | Estados Unidos     | Semiconductores                                         | TI                                                                     |
| Xilinx                    |         | Estados Unidos     | FPGA, CPLD                                              | Xilinx                                                                 |
| Zilog                     |         | Estados Unidos     | Microcontroladores, microprocesadores, periféricos...   | Zilog                                                                  |

## Convenciones utilizadas al estudiar componentes electrónicos

### Definiciones de voltaje y corriente en el contexto de un dipolo
Considerando un dipolo {\displaystyle D} donde {\displaystyle A} y {\displaystyle B} las extremidades:
- la tensión {\displaystyle v} se puede definir como la diferencia de potencial {\displaystyle V(B)-V(A)} o como la diferencia de potenciales {\displaystyle V(A)-V(B)} ;
- la intensidad {\displaystyle i} de la corriente que pasa a través de él puede verse como el de la corriente circulante de {\displaystyle A} hacia {\displaystyle B} de la corriente que pasa a través de él puede verse como el de la corriente circulante de {\displaystyle B} hacia {\displaystyle A}.

Por lo tanto, es necesario definir con rigor estas dos cantidades.
Para hacer esto, se usan flechas:
- bajo voltaje, {\displaystyle v} se calcula restando el potencial en la base de la flecha (señalada paralela al dipolo) del potencial en su parte superior;
- en el contexto de la intensidad, la flecha (señalada en el cable considerado) indica la dirección del flujo de la corriente cuando {\displaystyle i} es positivo.

Atención: tal notación sobre la intensidad no da ninguna información sobre la dirección del flujo de la corriente en sí misma: esta información resulta del signo de {\displaystyle i}.

### Convenciones de generador y receptor para un dipolo
Se definen para el estudio de un dipolo:
- la convención del generador, en la que las flechas que definen la corriente {\displaystyle i} y la tensión {\displaystyle u} están en la misma dirección;
- la convención del receptor, en la que las flechas que definen la corriente {\displaystyle i} y la tensión {\displaystyle u} están en direcciones opuestas.

Al trazar la característica de un dipolo:
- para un dipolo activo, se adopta la convención del generador;
- para un dipolo pasivo, se adopta la convención del receptor.

Hay que tener en cuenta en particular que dado que estas convenciones influyen en los signos relativos de {\displaystyle i} y {\displaystyle u}, diferentes fórmulas dependen de ello.
Por ejemplo, considerando un conductor óhmico de resistencia {\displaystyle R}, la ley de Ohm generalmente se escribe en la convención del receptor:
{\displaystyle u=Ri}
Pero en la convención del generador, se convierte en:
{\displaystyle u=-Ri}

## Símbolos estándar
En un diagrama de circuito, los dispositivos electrónicos están representados por símbolos convencionales. Los designadores de referencia se aplican a los símbolos para identificar los componentes.